# 布良
布良（めら）は、千葉県館山市の地名。丁番を持たない単独町名で、郵便番号は294-0234。

## 地理
館山市および房総半島最南端部に位置し、西側は太平洋に面する。地内東部は山林であり、北西部の山麓から海岸に至る斜面に住宅が集中する。
北西で相浜、北から東にかけて大神宮、南で南房総市白浜町根本とそれぞれ接する（特記ないものは館山市）。

### 海岸
- 布良海岸

## 歴史

### 地名の由来
布（め、食用の海草を指す古語）が繁茂している浦という意味の「布浦」（めうら）が転訛したとする説、紀伊国目良あるいは伊豆国妻良の住人が移住した地にちなむという説、天富命が阿波忌部氏を率いてこの地に上陸した際に現地の住民から献上された布を「良い布」と賞したことに由来するという伝承などがある。

### 沿革
- 江戸時代 - 安房郡[注 3]布良村成立。成立当初は里見氏領[4]。
  - 1615年（元和元年） - 幕府領[4]。
  - 以降 - 旗本高木氏領、忍藩領、旗本深谷氏領[4]。
- 1873年（明治6年） - 布良村、千葉県に所属[4]。
- 1889年（明治22年）4月1日 - 町村制施行により安房郡富崎村大字布良となる[4]。
- 1951年（昭和26年）7月10日 - 地内の布良漁港が隣接する相浜漁港と合併して富崎漁港となり、第2種漁港に指定される[4]。
- 1954年（昭和29年）5月3日 - 富崎村が館山市に編入、同市の大字となる。
- 2019年（令和元年）9月9日 - 令和元年房総半島台風（台風第15号）により、建物が倒壊するなど大きな被害が出る[5][6]。

## 世帯数と人口
2023年（令和5年）8月1日現在の世帯数と人口は以下の通りである。
| 大字 | 世帯数  | 人口  |
| ---- | ------- | ----- |
| 布良 | 204世帯 | 346人 |

## 小・中学校の学区
市立小・中学校に通う場合、学区は以下の通りとなる。
| 番地 | 小学校             | 中学校             |
| ---- | ------------------ | ------------------ |
| 全域 | 館山市立房南小学校 | 館山市立房南中学校 |

## 交通
地内を通る鉄道路線はない。

### バス
- JRバス関東
  - 南房州本線 館山駅行・安房白浜駅行

### 道路
- 国道410号（房総フラワーライン）

## 施設
- 富崎漁港（布良漁港）
- 館山市布良漁協
- 布良郵便局
- 青木繁『海の幸』記念館・小谷家住宅
- 青木繁記念碑
- 不老山薬師温泉 安房自然村

## 史跡
- 布良崎神社
- 駒ケ崎神社
- 能忍寺
- 龍樹院

## ギャラリー

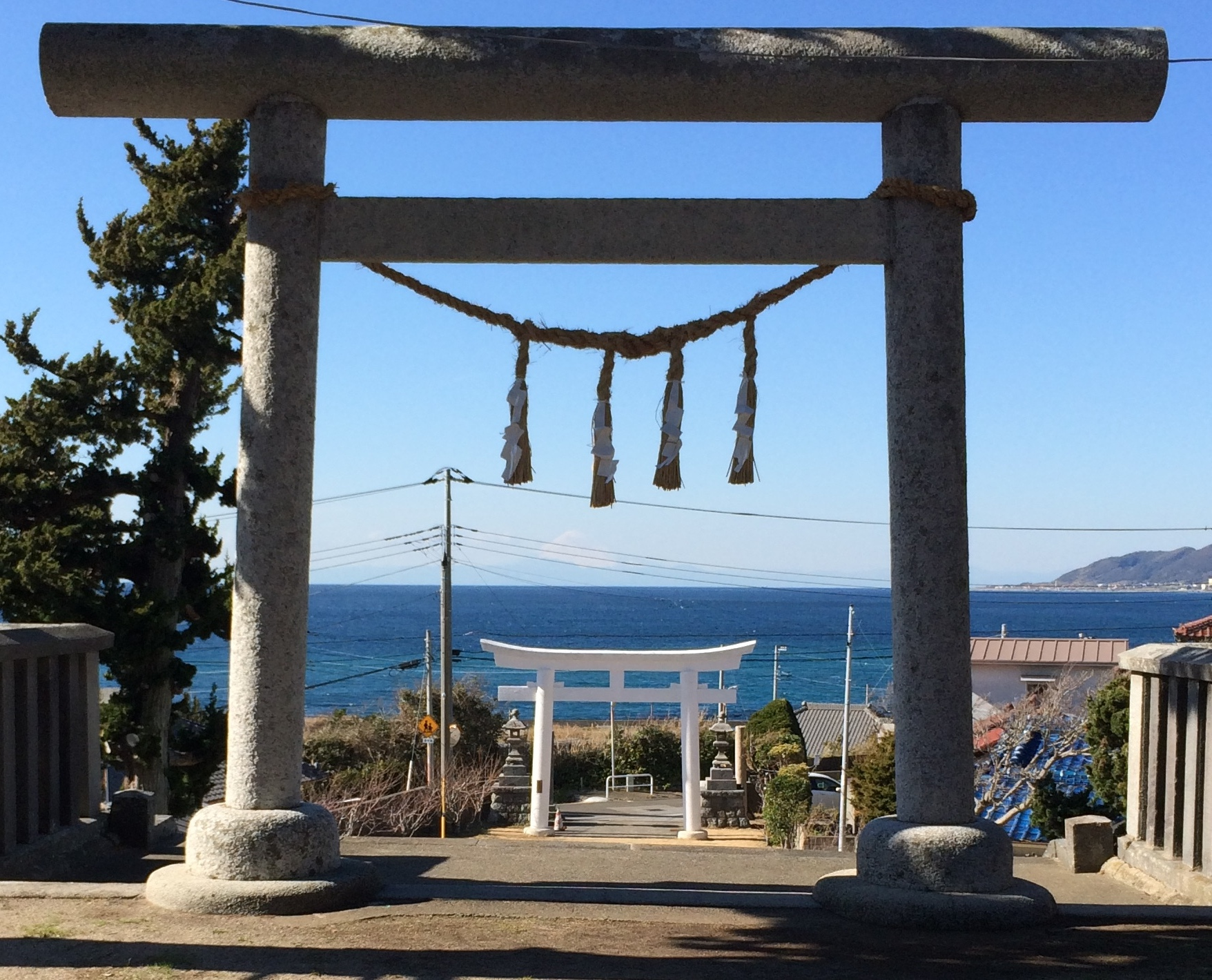
布良崎神社二の鳥居・一の鳥居
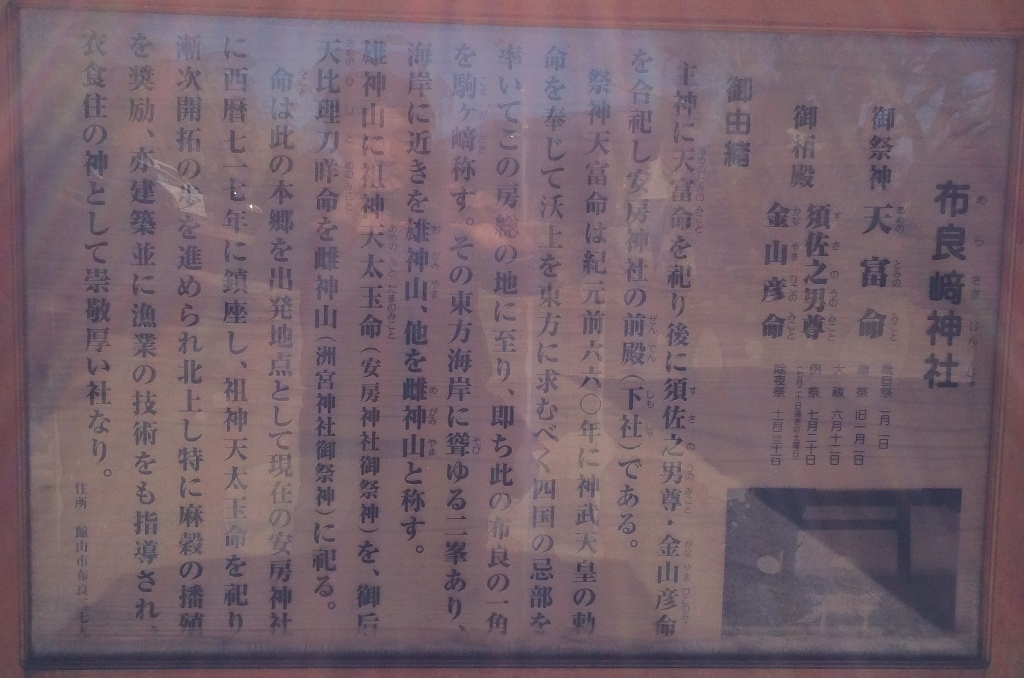
布良崎神社御由緒